# Innerberger Hauptgewerkschaft

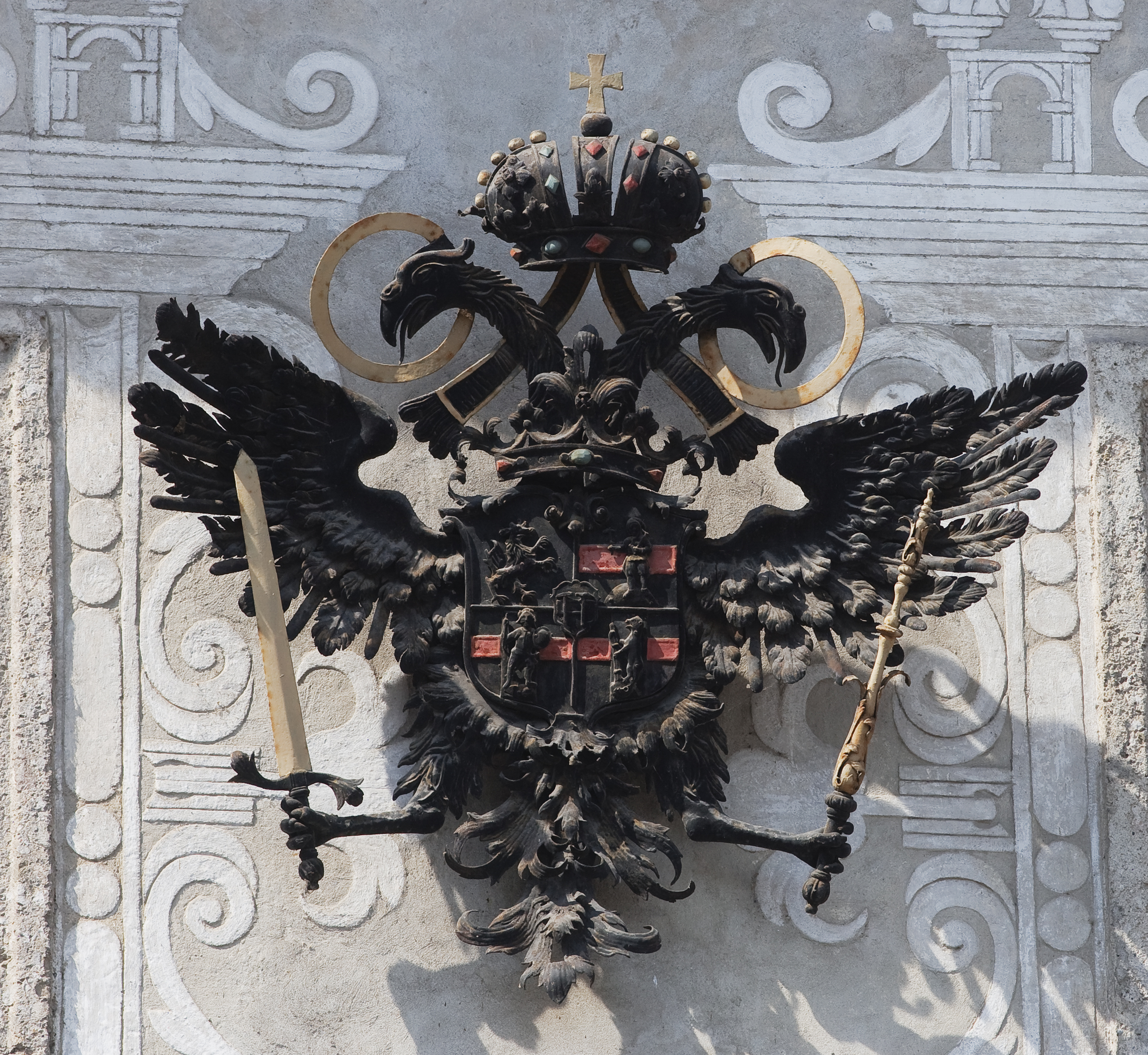
Doppeladler mit Wappen der Eisengewerkschaft (Innerberger Stadel, Steyr)

Die Innerberger Hauptgewerkschaft war ein historisches österreichisches Unternehmen der Eisenindustrie und Eisenvermarktung.
Die Gesellschaft trägt mit Innerberg den bis ins 18. Jahrhundert verwendeten alten Namen der beim steirischen Erzberg gelegenen Stadt Eisenerz. Der Name Gewerkschaft hat nichts mit Arbeitnehmervertretung zu tun, sondern bezeichnet einen Zusammenschluss von Gewerken, also von selbständigen Unternehmern, hier konkret die Radmeister, welche die Roheisenerzeugung besorgten, die Hammermeister oder Hammerherren, die sich mit der Verarbeitung des Roheisens zu Stahl und Eisen befassten und die Eisenhändler oder Verleger, die den weiten Vertrieb der Eisenwaren durchführten. Ein Gewerke war zumeist nicht nur Industrieller, sondern auch Gutsbesitzer, der einen Großteil seines Bedarfs an Brennstoff und Lebensmitteln aus seinem eigenen Grund und Boden bezog.
Die Innerberger Hauptgewerkschaft bestand von 1625 bis 1881. Sie war ein Vorgängerunternehmen der Österreichisch-Alpine Montangesellschaft und damit auch der heute bestehenden voestalpine AG. In der wechselvollen Geschichte dieser Unternehmungen bestehen gewisse Parallelen, vor allem was die mehrmaligen Änderungen der Struktur der Eigentumsverhältnisse betrifft. Zeitweise waren diese Unternehmungen  gänzlich verstaatlicht, zeitweise waren zum Teil verstaatlicht und zum Teil privat und zeitweise auch überwiegend oder zur Gänze in privatem Eigentum.

## Vorgeschichte
Im 14. Jahrhundert wurde durch Verfügung des Landesfürsten der Abbau des Eisenerzes am steirischen Erzberg, die Erzeugung des Roheisens und die Weiterverarbeitung klar geordnet.
Die obere Berghälfte wurde vom südlich gelegenen Vordernberg aus erschlossen, während der untere Teil von Innerberg, dem heutigen Eisenerz, ausgebeutet wurde. Eine waagerechte Linie in 1186 m Seehöhe, die so genannte Ebenhöhe, unterteilte den Berg. Eine Eisenordnung, erlassen 1448, führte auch zu einer Teilung der Absatzgebiete. Nordeuropa wurde von Innerberg beliefert, während Südosteuropa, über Venedig bis in die Levante, Eisen aus Vordernberg erhielt. Der Eisenhandel konzentrierte sich in Steyr und Leoben, die sich diesbezüglich als privilegierte Zentren durchsetzen konnten. Schon im Jahre 1287 erhielt Steyr vom Landesfürsten das Große Privileg für den Handel mit Innerberger Eisen und 1314 Leoben für den Handel mit dem Vordernberger Eisen.
Das Roheisen wurde ab dem 15. Jahrhundert in Radwerken erzeugt. In Innerberg  gab es 19 und im Vordernberg 14 Radwerke. Die Betriebe gehörten den einzelnen Gewerken, die wiederum Erzrechte am Berg besaßen. Die Erzgewinnung geschah durch die bei den Gewerken angestellten Knappen.
Wie dies häufig der Fall ist, wurde auch im damaligen Eisenwesen beim Handel besser verdient als bei der Erzeugung. Die Eisenhändler wurden Verleger genannt, weil sie den Rad- und Hammermeistern Verlag, das heißt eine Vorfinanzierung, gewähren mussten. Die finanzielle Überlegenheit der Verleger bewirkte mit der Zeit eine Abhängigkeit der Rad- und Hammergewerken.

## Geschichte der Innerberger Hauptgewerkschaft
Um eine Verbesserung der Situation zu erreichen, wurden im Jahre 1625 unter Kaiser Ferdinand II. die Hauptglieder des Eisenwesens im Bereich nördlich des Erzberges in einer Gesellschaft zusammengefasst. Es waren dies 19 Radwerke in Innerberg (Eisenerz), 18 Welschhammerwerke samt den dazugehörigen kleinen Hämmern bei Großreifling, Sankt Gallen, Weißenbach an der Enns und Altenmarkt bei Sankt Gallen, ferner 17 Hammerwerke in der Laussa, in Kleinreifling und Reichraming, sieben Hammerwerke in Weyer und zwei Hammerwerke zu Hollenstein an der Ybbs samt Gebäuden, Grundstücken und Wäldern und die Eisenhändler der Stadt Steyr. Das Ganze erfolgte unter starker Kontrolle des landesfürstlichen Kammergrafenamtes. Damit war das damals größte Industrieunternehmen Österreichs entstanden. Die Gewerken und Hammermeister wurden zu Teilhabern. Aus diesen Schichten kamen auch die leitenden Beamten der neuen Gesellschaft. Im Vordernberger und Leobener Bereich blieb die Struktur im Wesentlichen unverändert.
Die Innerberger Hauptgewerkschaft war mit 2000 bis 3000 Beschäftigten und einer Jahresproduktion von ca. 5000 Tonnen Eisen im 17. Jahrhundert das größte Eisen produzierende Unternehmen der Welt. Zu diesem frühkapitalistischen Montankonzern gehörten auch ein umfangreicher Waldbesitz, Waldnutzungsrechte, Einrichtungen zur Holzflößung und die Holzkohlenerzeugung.
Im Erzabbau und bei der Erzaufbereitung waren relativ wenige Personen beschäftigt. So beschäftigte im Jahre 1678 die Innerberger Hauptgewerkschaft  2624 Personen, davor nur 153 Bergknappen. Dagegen wurden für die Radwerke und die Holzbesorgung 824 Arbeiter benötigt, für die Hammerwerke 973 und die Köhlerei 800.
An der Spitze standen die leitenden Beamten, die zwar einerseits Amtsträger des Landesfürsten waren, andererseits als sogenannte Verweser selbst Unternehmerfunktionen wahrnahmen. Daneben standen ein Bergrichter und einige Schreiber und darunter, aber über den Arbeitern, die Vorarbeiter, die sogenannten Hutleute.
Als sich herausstellte, dass auch nach dem Zusammenschluss in der neuen Konstruktion die Abhängigkeit von den Steyrer Eisenhändlern bestehen blieb und dass diese hohe Gewinne lukrierten, während die Gesamtgewerkschaft Verluste schrieb, wurde 1669 eine Reorganisation vorgenommen. Dabei wurde die Gewerkschaft dem Kammergrafenamt völlig unterstellt und damit zum quasi-öffentlichen, staatlich gelenkten und kontrollierten Betrieb. Der Sitz des Kammergrafen befand sich im Kammerhof in Innerberg-Eisenerz.
Als die englische Konkurrenz immer stärker wurde, übernahm 1783 die Stadt Steyr das Alleineigentum an der Innerberger Hauptgewerkschaft. Das Kammergrafenamt wurde abgeschafft und die Innerberger Hauptgewerkschaft erhielt im Jahre 1787 wieder ihre Selbständigkeit zugestanden und Steyr übernahm deren Führung.
1798 verkaufte die Stadt Steyr ihre Gewerkschaftsanteile an die k.k. priv. Canal- und Bergbaugesellschaft. 1807 schließlich, in höchster Not und im patriotischen Gefühl der Napoleonischen Kriege ging die Innerberger Hauptgewerkschaft wieder zur Gänze in staatliche Verfügungsgewalt über, nämlich an das Montan-Ärar. Mit der Leitung betraute man die k.k. Hofkammer für das Münz- und Bergwesen.
Im Jahre 1818 entstand die k.k. steiermärkisch-österreichische Eisenwerks Direction im Sitz in Eisenerz.
Die Modernisierung und Reduzierung der Anzahl der Frischhütten und Hammerwerke, der Bau dreier Hochöfen in Eisenerz und Hieflau als Ersatz für die unrentabel gewordenen alten Floßöfen und der verbesserte Transport auf und im Erzberg führte dazu, dass die Innerberger Hauptgewerkschaft ein sehr solides Unternehmen wurde.
Nach der Verstaatlichung am Ende des 18. Jahrhunderts wurde sie 1869 wieder privatisiert. Als Folge der Niederlage im Deutschen Krieg im Jahre 1866 musste der Staat, um seinen Verpflichtungen nachkommen zu können, die Innerberger Hauptgewerkschaft verkaufen. Käufer war die Österreichische Creditanstalt, die jedoch unter den Folgen des Gründerkrachs vom Jahre 1873 sehr zu kämpfen hatte.
Im Jahr 1881 wurde die Österreichisch-Alpine Montangesellschaft gegründet, von der die Innerberger Hauptgewerkschaft gemeinsam mit den meisten anderen steirischen und kärntnerischen Industrieunternehmen des Eisenwesens übernommen wurde.

## Gebäude
- 1612/1613 Innerberger Stadel in Steyr
- 1654 Innerberger Stadel in Weyer
- 1843/1846 Pfarrkirche Reichenau an der Rax